# Искра (футбольный клуб, Новоалександровск)
«Искра» — российский футбольный клуб из Новоалександровска Ставропольского края. Единственный сезон в первенстве России (среди команд мастеров) провёл в 1992 году, заняв 16-е место в 2-й зоне второй лиги. В 2009 году занял 5 место в первенстве Ставропольского края.
В 1995 году за клуб играл Дмитрий Кириченко.
В 1980 году в «Искре» начинал, а в 2007 году заканчивал свою игровую карьеру Валерий Заздравных, серебряный призёр VIII летней Спартакиады народов СССР.
Обладатель кубка ЮФО среди любительских команд 1995 года.
В 2006—2007 — чемпионы турнира «Кожаный мяч» среди 1993—1994 годов рождения. В 2008 заняли 3-е место на ЮФО среди 1993—1994 годов рождения.

## Первенство Ставропольского края
- 2002 — 1 место; обладатель кубка
- 2003 — 2 место
- 2004 — 9 место
- 2005 — 10 место[4]
- 2006 — 6 место
- 2007 — 6 место[5]
- 2008 — 3 место юноши
- 2009 — 5 взрослые 9 юноши
- 2010 — 4 взрослые 5 юноши
- 2011 — 5 взрослые 9 юноши
- 2012 — 6 взрослые 9 юноши
- 2013 — 4 взрослые 10 юноши